# Bernhard Esslinger
Bernhard Esslinger (* um 1960 in Deutschland) ist Professor für Informationssicherheit und Kryptologie an der Universität Siegen. Bekannt ist er auch durch CrypTool, eine unter seiner Leitung seit 1998 entstandene freie Lernsoftware zum Thema Kryptologie, die laufend erweitert wird.

## Leben
Bernhard Esslinger war bis 1998 in verschiedenen Funktionen in Deutschland und den Vereinigten Staaten für SAP tätig. Das börsennotierte deutsche Softwareunternehmen mit Hauptsitz in Walldorf (Baden) stellt betriebswirtschaftliche Software her. Bernhard Esslinger leitete die Entwicklungsabteilung für alle Sicherheitskomponenten des SAP-R/3-Systems, eines Informationssystems und zugleich Hauptproduktlinie von SAP, mit dem alle geschäftsrelevanten Bereiche eines Unternehmens im Zusammenhang betrachtet werden können. Ferner war er der weltweite Chief Information Security Officer (CISO) von SAP.
Ab 1998 war er für die Deutsche Bank als globaler Leiter der Informationssicherheit (Head IT Security) im dortigen Corporate Center sowie später als Leiter des Kompetenzzentrums für Kryptographie tätig. 2013 schied er bei der Deutschen Bank aus.
Seit 2008 ist er Honorarprofessor für Wirtschaftsinformatik und forscht und lehrt an der Fakultät III für Wirtschaftswissenschaften, Wirtschaftsinformatik und Wirtschaftsrecht der Universität Siegen.
Seit 1998 wird unter seiner Leitung CrypTool entwickelt. Hiermit lassen sich viele Konzepte der klassischen und modernen Kryptographie spielerisch erfassen und entsprechende Methoden der Kryptoanalyse verstehen. Die Software wird seit mehr als zwanzig Jahren laufend erweitert und ist frei erhältlich.

## Schriften (Auswahl)
- mit Beáta Megyesi, Alicia Fornés, Nils Kopal, Benedek Láng, George Lasry, Karl de Leeuw, Eva Pettersson, Arno Wacker und Michelle Waldispühl: Decryption of historical manuscripts – the DECRYPT project. Cryptologia 2020, 44:6, S. 545–559, doi:10.1080/01611194.2020.1716410.
- Das CrypTool-Buch – Kryptografie lernen und anwenden mit CrypTool und SageMath, Lehmanns Media, Nov. 2024, .
- Learning and Experiencing Cryptography with CrypTool and SageMath, Artech House, Jan. 2024, .
- mit Hernâni Marques: Verfahren und Implementationen von „pretty Easy privacy“ (pEp) – Privacy by Default durch automatische Nachrichtenverschlüsselung. In: Datenschutz und Datensicherheit, Band 42, Nr. 2, 28. Januar 2018, S. 101–105, doi:10.1007/s11623-018-0901-9.
- mit Luis Alberto Benthin Sanguino, Gregor Leander, Christof Paar und Ingo Niebel: Analyzing the Spanish strip cipher by combining combinatorial and statistical methods. Cryptologia 2016, 40:3, S. 261–284, doi:10.1080/01611194.2015.1050332.
- mit Lars Wittmaack, Ludger Schmidt, Benjamin Strenge und Arno Wacker: Vertrauensvolle E-Mail-Kommunikation – Technische Grundlagen der E-Mail(-Verschlüsselung). In: Datenschutz und Datensicherheit 5/2016, S. 271–277, PDF 900 kB.
- mit Ludger Schmidt, Benjamin Strenge und Arno Wacker: Unpopuläre E-Mail-Verschlüsselung – Auflösung des Henne-Ei-Problems. In: Datenschutz und Datensicherheit 5/2016, S. 283–289, PDF 360 kB.
- mit Arno Wacker: IT-Sicherheit. In: Wirtschaftsinformatik – Eine Einführung, Pearson Studium 2015, Kapitel 15, ISBN 978-3868942699.
- mit Detlef Hühnlein: Global Secure E-mail Interoperability – The Europe-based Bridge-CA initiative. 2001, PDF 73 kB.